# Septembre 1775

## Événements
- 25 septembre : bataille de Longue-Pointe[1].

## Naissances
- 10 septembre : John Kidd (mort en 1851), médecin, chimiste et géologue britannique.
- 13 septembre : Laura Secord, héroïne de la guerre de 1812.
- 20 septembre : Jean Georg Haffner, médecin militaire français († 20 avril 1830).
- 30 septembre : Robert Adrain († 1843), mathématicien américain.

## Décès
- 13 septembre : Guillaume Mazéas (né en 1720), savant français.